# Kim Hyung-joon
Kim Hyung-joon (Seúl; 3 de agosto de 1987) es un cantante y actor surcoreano conocido por ser el maknae de la banda SS501.

## Carrera
Es miembro de la banda surcoreana SS501.
Actualmente se encuentra activo en la industria de la música debido a que culminó su servicio oficial obligatorio en Corea del sur. Su Fanclub es llamado Juniq.
Actualmente es DJ para Music High de SBS (diariamente a las 2am) en el cual ha hecho versiones muy divertidas de populares canciones de K-pop.

## Filmografía

### Películas
| Año  | Título                            | Hangul        | Rol                                                   |
| ---- | --------------------------------- | ------------- | ----------------------------------------------------- |
| 2006 | Pi's Story                        | 파이 스토리   | Voice (Versión Coreana) - Pisces o Pi (Rol principal) |
| 2013 | Rough Play (An Actor is an Actor) | 배우는 배우다 | Kong Myung                                            |

### Series de televisión
| Año  | Título                             | Título original    | Rol                                             | Canal     | Género        |
| ---- | ---------------------------------- | ------------------ | ----------------------------------------------- | --------- | ------------- |
| 2005 | Nonstop 5                          | 논스톱 5           | Cameo Ep.207                                    | MBC       | Sitcom        |
| 2007 | Hotelier                           | ホテリアー         | Cameo Ep.7 (con SS501)                          | TV Asahi  | Drama japonés |
| 2008 | Spotlight                          | 스포트라이트       | Cameo (con SS501)                               | MBC       | Drama         |
| 2008 | Boys Over Flowers                  | 꽃보다 남자        | Cameo Ep.4 (con Heo Young Saeng y Kim Kyu Jong) | KBS 2TV   | Drama         |
| 2011 | Pianissimo (DVD title: Super Star) | 피아니시모         | Dong-wook (Ep. "Black City")                    | TrendE    | Mini drama    |
| 2012 | My Shining Girl                    | 자체발광 그녀      | Kang-min                                        | KBS Drama | Drama         |
| 2012 | Late Blossom                       | 그대를 사랑합니다  | Jung Min-chae                                   | SBS Plus  | Drama         |
| 2013 | Pots of Gold                       |                    | Jung Mong-gyu                                   | MBC       | Drama         |
| 2013 | Melody of Love                     | 사랑은 노래를 타고 | Han Tae Kyung                                   | KBS 1TV   | Drama         |

### Shows de televisión
| Año  | Título                                                    | Hangul                             | Episodios                                  | Canal                        |
| ---- | --------------------------------------------------------- | ---------------------------------- | ------------------------------------------ | ---------------------------- |
| 2005 | X-Man                                                     | X맨                                | 41, 43, 46, 51pt1                          | SBS                          |
| 2006 | X-Man                                                     | X맨                                | 51pt2, 61                                  | SBS                          |
| 2007 | X-Man                                                     | New X맨                            | 12                                         | SBS                          |
| 2007 | 1000 Song Challenge                                       |                                    | invitado con Heo Young Saeng el 04 de feb. | SBS                          |
| 2008 | We Got Married 1ª temporada                               | 우리 결혼했어요                    | invitado periódicamente                    | MBC                          |
| 2009 | Double HJ in Date con Park Kyung Lim                      |                                    | 2 Episodios                                |                              |
| 2009 | Haptic Mission                                            |                                    | cameo                                      | promoción de Samsung Anycall |
| 2010 | Hyung-jun Becomes a Progamer                              | 형준, 프로게이머 되다              | 27 de enero al 31 de marzo                 | MBC game                     |
| 2011 | Hyung-jun Forms a Game Team / Becomes a Progamer season 2 | 형준, 프로게이머 되다 2ª temporada | Desde el 21 de enero                       | MBC game                     |
| 2011 | We Got Married 3ª temporada                               | 우리 결혼했어요                    | invitado especial, episodio 10             | MBC                          |
| 2011 | 1000 Song Challenge                                       |                                    | invitado especial, abril 24                | SBS                          |
| 2012 | God of Cookery Expedition                                 | 식신원정대                         | 4 de agosto                                | MBC                          |

### MC
| Año  | Título                                 | Canal        | Fecha                              |
| ---- | -------------------------------------- | ------------ | ---------------------------------- |
| 2005 | M! Countdown con Park Jung Min         | Mnet         | 9 de junio al 13 de octubre        |
| 2006 | Hello Chat                             | Mnet         | 1 de mayo al 5 de junio            |
| 2008 | Ch 27 알부라리 (Albrary Ch 27)         | Mnet         | 16 al 31 de marzo                  |
| 2009 | The M! con Sunny                       | MTV          | 13 de febrero al 17 de agosto      |
| 2009 | 식신원정대 (God of Cookery Expedition) | MBC DramaNet | 5 de junio al 31 de julio          |
| 2009 | 출발! 녹색황금 (Green Gold)            | SBS          | 14 de septiembre al 19 de octubre  |
| 2010 | 오밤중의 아이들 (Midnight Idols)       | MBC          | 30 de septiembre al 5 de noviembre |
| 2011 | Mnet Wide News con Lee Sol             | Mnet         | 22 de junio al 9 de diciembre      |

## Musicales
- Caffeine Musical (2010-2011)

## Discografía
Singles junto a SS501
- I am
- Men From Mars, Woman From Venus
- Hey G
- Sweet Sorrow
- Sayonara ga dekinai

Miniálbum en solitario
- My Girl (Corea del sur)
- Angel (con. E-Tribe)
- oH aH
- Girl
- Dareun Yeoja, Malgo Neo (Another Woman but not you) con DOK2
- Heaven
- oH aH (Inst)
- Girl (Inst.)

- Long Night (Japón)
- 眠れない夜 -Long Night-
- 雨にうたれて
- 眠れない夜 -Long Night- (Instrumental)
- 雨にうたれて (Instrumental)

- Escape
- Intro (I’m)
- Sorry I’m Sorry
- Just Let It Go
- 잘못 걸었어 (Feat. JQ)
- El 9 de agosto de 2013 estrenó su digital single 우리 둘이(nosotros dos) con Kota de Sunnyhill

### Temas para dramas
- Midnight Passes - Tema para Lie To Me (2011).
- Indecisive - Tema para Hooray for Love (2011).
- Everyday - Tema para My Shining Girl (2012).
- Heaven - Tema para My Shining Girl (2012).
- Long Night (versión coreana) - Tema para My Shining Girl (2012).
- 김형준 - Tema para Late Blossom (2012).